# 김호정 (1939년)
김호정(金湖廷, 1939년 5월 2일~1978년 8월 7일)은 대한민국의 전직 성우 출신의 배우였다.
1957년 연극배우로 첫 데뷔한 후 이듬해 1958년 CBS 기독교방송 공채 제4기 성우(CBS 공채 제4기 성우 동기: 전계현, 이치우)로 입문하였으며 1964년 TBC 동양방송 공채 제1기 탤런트(TBC 공채 제1기 탤런트 동기: 이진수)로 입문하였고, 1970년 MBC 문화방송 공채 제4기 성우로 마지막 입격한 그는, 1973년 한국성우협회에서 탈퇴할 당시 전직 성우 출신의 문화방송 소속 배우였으며, 1971년부터 1978년까지 《수사반장》에 서 형사 역으로 열연하던 중 1978년 6월 14일에 과로에 의한 졸도로 병원에 입원하여 지주막하출혈 진단을 받았다. 이후 호전을 보이다가 급작스럽게 악화되면서 8월 7일에 사망하였다.

## 작품 활동
- 아빠의 얼굴 (1969)
- 이발관장 변덕길 (1969)
- 그 머슴에 (1970)
- 집 (1970)
- 더 높은 곳을 향하여 (1970)
- 빼구 셋이여 (1970)
- 수사반장 (1971~1978) - 서 형사 역
- 학부인 (1971)
- 사랑은 죽음을 넘어 (1971)
- 기러기 (1972)
- 한백년 (1973)
- 집념 (1975)
- 쇠랑산 처녀 (1976)
- 빨간 능금이 열릴때까지 (1977)[3]

## 기타 사항
- 1958년 CBS 라디오 성우 공채 제4기 출신
- 1964년 TBC 탤런트 공채 제1기 출신
- 1970년 MBC 성우 공채 제4기 출신
- 수사반장의 서형사로 출연 이전에는 아빠의얼굴, 이발관장"변덕길", 집, 그 머슴에, 더 높은 곳을 향하여, 빼구 셋이여에 출연하였다.